# 海娜·露露·林
海娜·露露·林 是以色列的一位艺术家. (英文: Hila Lulu Lin)

## 生平
海娜·露露·林是一位画家。1964年生於以色列阿富拉。

## 教育
- 1986-89 以色列贝扎雷艺术与设计学

## 奖项
- 美国-以色列文化基金会
- 1992 青年艺术家奖, Yad Lebanim Museum, Petah Tikvah and Ministry of Education Prize for a Young Artist
- 1998 教育及文化部个人奖

## 外部連結
- 官方网站 （页面存档备份，存于）
- 海娜·露露·林在以色列国家博物馆上的相关页面
- 海娜·露露·林在以色列博物馆的资料库上的个人信息
- Europeana – 搜寻结果